# ゴールデングローブ賞 映画部門 助演女優賞
ゴールデングローブ賞 映画部門 助演女優賞 (Golden Globe Award for Best Supporting Actress - Motion Picture) はゴールデングローブ賞の部門の一つ。

## 受賞者一覧

### 1940年代
- 1943年（第1回） - カティーナ・パクシヌー（誰が為に鐘は鳴る）
- 1944年（第2回） - アグネス・ムーアヘッド（パーキントン夫人）
- 1945年（第3回） - アンジェラ・ランズベリー（ドリアン・グレイの肖像）
- 1946年（第4回） - アン・バクスター（剃刀の刃）
- 1947年（第5回） - セレステ・ホルム（紳士協定）
- 1948年（第6回） - エレン・コービー（ママの想い出）
- 1949年（第7回） - マーセデス・マッケンブリッジ（オール・ザ・キングスメン）

### 1950年代
- 1950年（第8回） - ジョセフィン・ハル（ハーヴェイ）
- 1951年（第9回） - キム・ハンター（欲望という名の電車）
- 1952年（第10回） - ケティ・フラド（真昼の決闘）
- 1953年（第11回） - グレース・ケリー（モガンボ）
- 1954年（第12回） - ジャン・スターリング（紅の翼）
- 1955年（第13回） - マリサ・パヴァン（バラの刺青）
- 1956年（第14回） - アイリーン・ヘッカート（悪い種子）
- 1957年（第15回） - エルザ・ランチェスター（情婦）
- 1958年（第16回） - ハーミオン・ジンゴールド（恋の手ほどき）
- 1959年（第17回） - スーザン・コーナー（悲しみは空の彼方に）

### 1960年代
- 1960年（第18回） - ジャネット・リー（サイコ）
- 1961年（第19回） - リタ・モレノ（ウエスト・サイド物語）
- 1962年（第20回） - アンジェラ・ランズベリー（影なき狙撃者）
- 1963年（第21回） - マーガレット・ラザフォード（予期せぬ出来事）
- 1964年（第22回） - アグネス・ムーアヘッド（ふるえて眠れ）
- 1965年（第23回） - ルース・ゴードン（サンセット物語）
- 1966年（第24回） - ジョスリン・ラガード（ハワイ）
- 1967年（第25回） - キャロル・チャニング（モダン・ミリー）
- 1968年（第26回） - ルース・ゴードン（ローズマリーの赤ちゃん）
- 1969年（第27回） - ゴールディ・ホーン（サボテンの花）

### 1970年代
- 1970年（第28回） - カレン・ブラック（ファイブ・イージー・ピーセス）、モーリン・ステイプルトン（大空港）
- 1971年（第29回） - アン＝マーグレット（愛の狩人）
- 1972年（第30回） - シェリー・ウィンターズ（ポセイドン・アドベンチャー）
- 1973年（第31回） - リンダ・ブレア（エクソシスト）
- 1974年（第32回） - カレン・ブラック（華麗なるギャツビー）
- 1975年（第33回） - ブレンダ・ヴァッカロ（いくたびか美しく燃え）
- 1976年（第34回） - キャサリン・ロス（さすらいの航海）
- 1977年（第35回） - ヴァネッサ・レッドグレイヴ（ジュリア）
- 1978年（第36回） - ダイアン・キャノン（天国から来たチャンピオン）
- 1979年（第37回） - メリル・ストリープ（クレイマー、クレイマー）

### 1980年代
- 1980年（第38回） - メアリー・スティーンバージェン（メルビンとハワード）
- 1981年（第39回） - ジョーン・ハケット（泣かないで）
- 1982年（第40回） - ジェシカ・ラング（トッツィー）
- 1983年（第41回） - シェール（シルクウッド）
- 1984年（第42回） - ペギー・アシュクロフト（インドへの道）
- 1985年（第43回） - メグ・ティリー（アグネス）
- 1986年（第44回） - マギー・スミス（眺めのいい部屋）
- 1987年（第45回） - オリンピア・デュカキス（月の輝く夜に）
- 1988年（第46回） - シガニー・ウィーバー（ワーキング・ガール）
- 1989年（第47回） - ジュリア・ロバーツ（マグノリアの花たち）

### 1990年代
- 1990年（第48回） - ウーピー・ゴールドバーグ（ゴースト/ニューヨークの幻）
- 1991年（第49回） - マーセデス・ルール（フィッシャー・キング）
- 1992年（第50回） - ジョーン・プロウライト（魅せられて四月）
- 1993年（第51回） - ウィノナ・ライダー（エイジ・オブ・イノセンス/汚れなき情事）
- 1994年（第52回） - ダイアン・ウィースト（ブロードウェイと銃弾）
- 1995年（第53回） - ミラ・ソルヴィノ（誘惑のアフロディーテ）
- 1996年（第54回） - ローレン・バコール（マンハッタン・ラプソディ）
- 1997年（第55回） - キム・ベイシンガー（L.A.コンフィデンシャル）
- 1998年（第56回） - リン・レッドグレイヴ（ゴッド・アンド・モンスター）
- 1999年（第57回） - アンジェリーナ・ジョリー （17歳のカルテ）

### 2000年代
- 2000年（第58回） - ケイト・ハドソン （あの頃ペニー・レインと）
- 2001年（第59回） - ジェニファー・コネリー（ビューティフル・マインド）
- 2002年（第60回） - メリル・ストリープ（アダプテーション）
- 2003年（第61回） - レネー・ゼルウィガー（コールド マウンテン）
- 2004年（第62回） - ナタリー・ポートマン（クローサー）
- 2005年（第63回） - レイチェル・ワイズ （ナイロビの蜂）
- 2006年（第64回） - ジェニファー・ハドソン （ドリームガールズ）
- 2007年（第65回） - ケイト・ブランシェット（アイム・ノット・ゼア）
- 2008年（第66回） - ケイト・ウィンスレット（愛を読むひと）
- 2009年（第67回） - モニーク（プレシャス）

### 2010年代
- 2010年（第68回） - メリッサ・レオ（ザ・ファイター）
- 2011年（第69回） - オクタヴィア・スペンサー（ヘルプ 〜心がつなぐストーリー〜）
- 2012年（第70回） - アン・ハサウェイ（レ・ミゼラブル）
- 2013年（第71回） - ジェニファー・ローレンス（アメリカン・ハッスル）
- 2014年（第72回） - パトリシア・アークエット（6才のボクが、大人になるまで。）
- 2015年（第73回） - ケイト・ウィンスレット（スティーブ・ジョブズ）
- 2016年（第74回） - ヴィオラ・デイヴィス（フェンス）
- 2017年（第75回） - アリソン・ジャネイ（アイ,トーニャ 史上最大のスキャンダル）
- 2018年（第76回） - レジーナ・キング（ビール・ストリートの恋人たち）
- 2019年（第77回） - ローラ・ダーン（マリッジ・ストーリー）

### 2020年代
- 2020年（第78回） - ジョディ・フォスター（モーリタニアン 黒塗りの記録）
- 2021年（第79回） - アリアナ・デボーズ（ウエスト・サイド・ストーリー）
- 2022年（第80回） - アンジェラ・バセット（ブラックパンサー/ワカンダ・フォーエバー）
- 2023年（第81回） - ダヴァイン・ジョイ・ランドルフ（ホールドオーバーズ 置いてけぼりのホリディ）[1]
- 2024年（第82回） - ゾーイ・サルダナ（エミリア・ペレス）